# Привольный (Калмыкия)
Привольный — посёлок (сельского типа) в Яшкульском районе Калмыкии, административный центр и единственный населённый пункт Привольненского сельского муниципального образования.
Население — 769 чел. (2021).

## История
Предположительно основан во второй половине XX века. В 1958 году в Привольном открылась малокомплектная школа.
C 1968 года — центральная усадьба вновь образованного совхоза «Улан-Хёёч». В том же году школа стала восьмилетней. В 1970 году местная школа преобразована в среднюю. В 1971 году сдано в эксплуатацию типовое здание дома культуры. В 1988 году было открыто новое типовое здание школы.

## Физико-географическая характеристика
Посёлок расположен на севере Яшкульского района, в пределах Сарпинской низменности, являющейся частью Прикаспийской низменности. Посёлок расположен ниже уровня мирового океана. Средняя высота — 9 м ниже уровня моря. Рельеф местности равнинный. В 4 км в западу от посёлка расположена цепочка озёр Длинные Саги, к востоку от посёлка расположено урочище Аким-Нижний.
По автомобильной дороге расстояние до столицы Калмыкии города Элиста составляет 180 км, до районного центра посёлка Яшкуль — 86 км. Ближайший населённый пункт посёлок Утта расположен в 33 км к юго-востоку от Привольного. К посёлку имеется подъезд c гравийно-щебёночным покрытием от федеральной автодороги Астрахань — Элиста Р216 (33 км).
Согласно классификации климатов Кёппена-Гейгера тип климата — семиаридный. Среднегодовая температура воздуха — 9,8 °C, количество осадков — 257 мм. В окрестностях посёлка распространены бурые пустынно-степные солонцеватые почвы в комплексе с солонцами.
Часовой пояс
Привольный, как и вся Республика Калмыкия, находится в часовой зоне МСК (московское время). Смещение применяемого времени относительно UTC составляет +3:00.

## Население
| 2002 | 2010 | 2011 | 2012 | 2013 | 2014 | 2015 |
| ---- | ---- | ---- | ---- | ---- | ---- | ---- |
| 1060 | ↘872 | ↘868 | ↘858 | ↗881 | ↗900 | ↘894 |
| 2016 | 2017 | 2018 | 2019 | 2020 | 2021 |      |
| ↘871 | ↗874 | ↗875 | ↘867 | ↗882 | ↘769 |      |

Национальный состав
Согласно результатам переписи 2002 года большинство населения посёлка составляли калмыки (35 %) и даргинцы (34 %)

## Социальная инфраструктура
В посёлке имеются магазины, почтовое отделение, дом культуры и библиотека. Среднее образование жители посёлка получают в Привольненской средней общеобразовательной школе, дошкольное — в детском саду. Медицинское обслуживание жителей обеспечивают офис врача общей практики и Яшкульская центральная районная больница, расположенная в посёлке Яшкуль.

## Экономика
В посёлке действует одно из крупнейших сельскохозяйственных предприятий республики — федеральный племзавод «Улан Хёёч». Здесь выводят калмыцкий тип грозненской тонкорунной овцы путём скрещивания с австралийским бараном и развивают мясное скотоводство. Здесь содержится около двух тысяч голов КРС и 49,1 тысячи овец.

## Достопримечательности
- Ступа просветления — один из самых высоких в Калмыкии субурганов — примерно 25 метров высотой[24]. Статуи Будд будут расположены по четырём сторонам света. Освящён 29 октября 2010 года[25].
- Первый в России памятник Чингисхану - установлен в октябре 2019 года по инициативе местного населения и АО ПЗ «Улан-Хееч» во главе с генеральным директором Сангаджиевым Д.А. Мастера из Элисты, два года трудившиеся над композицией, за ее основу взяли исторический сюжет: четырехметровую фигуру Чингизхана на троне, несут четыре воина-защитника; за ними установлены флагштоки и флаги с названиями четырех монгольских племен, провозгласивших Чингисхана великим ханом. Надпись на основании скульптуры выполнена письмом тодо-бичиг[26].